# Koibatek (huyện)
Huyện Koibatek là một huyện thuộc tỉnh Rift Valley ở Kenya. Theo điều tra dân số ngày 24 tháng 8 năm 1999, huyện này có dân số 138163 người. Huyện Koibatek có diện tích 2306 km². Huyện lỵ đóng tại Eldama Ravine.